# Dukinfield Henry Scott
Dukinfield Henry Scott (Londen 28 november 1854 - Basingstoke, 29 januari 1934) was een Brits botanicus.
Scott was president van de Linnean Society of London van 1908 tot 1912. Hij werd zelf bekroond met de Linnean Medal in 1921, de Darwin Medal van de Royal Society in 1926 en de Wollaston Medal van de Geological Society in 1928.
De auteursafkorting D.H.Scott wordt gebruikt om Scott aan te geven als de auteur bij het citeren van een botanische naam.